# TAKI
TAKI（日语：タキ，2005年5月4日— ），本名為高山浬希（日语：／ Takayama Riki），是日本男歌手，現為YX LABELS旗下的男子團體&TEAM成員，2022年12月7日在日本出道。

## 簡介與早年經歷
高山浬希，藝名為TAKI，神奈川縣出身，身高176公分，血型B。從小學三年級開始跳舞，在中學時期，通過了BTS所屬的HYBE的徵選。合格後，公司建議在暑假的一個月期間去韓國看看，到了韓國成爲練習生，但在生活和語言方面卻問題重重，而感到寂寞。暑假結束後，公司希望能留在韓國，但還是回到日本，與家人仔細討論後，因為認為「這樣的機會不會再有一次，去韓國可以改變我的人生」，所以決定再次去韓國。到韓國一年後，並挑戰了選秀節目《I-LAND》。

## 演藝生涯

### 出道前
2020年6月26日，出演由CJ ENM和Big Hit娛樂聯手推出的新男團選秀節目《I-LAND》，在節目第十集遭到淘汰。
2021年1月1日，Big Hit娛樂公布Big Hit Japan將於2021年推出第一個在日本出道男子團體，TAKI為其中一名成員。
2022年7月9日，出演日本選秀節目《&AUDITION - The Howling -》，同年9月3日，於節目最後一集團體&TEAM正式成立。

### 2022年至今：&TEAM
2022年12月7日，以男團&TEAM成員身份發行首張迷你專輯《First Howling : ME》在日本出道。
2023年4月25日，日本電視劇《巧克力醫生》官方宣布TAKI與團員YUMA、HARUA、MAKI將首次客串出演第三集，飾演男團WORLD CLASS成員。

## 媒體作品

### 綜藝節目
| 年份   | 日期             | 電視台／OTT   | 節目名稱      | 集數 | 備註           |
| ------ | ---------------- | ------------- | ------------- | ---- | -------------- |
| 2020年 | 6月26日－9月18日 | Mnet、tVN     | 《I-LAND》    | 12   | 第10集遭到淘汰 |
| 2022年 | 7月9日－9月3日   | hulu、YouTube | 《&AUDITION》 | 8    |                |